# Thayer (Missouri)
Thayer é uma cidade localizada no estado americano de Missouri, no Condado de Oregon.

## Demografia
Segundo o censo americano de 2000, a sua população era de 2201 habitantes.
Em 2006, foi estimada uma população de 2173, um decréscimo de 28 (-1.3%).

## Geografia
De acordo com o United States Census Bureau tem uma área de
5,6 km², dos quais 5,6 km² cobertos por terra e 0,0 km² cobertos por água. Thayer localiza-se a aproximadamente 174 m acima do nível do mar.

## Localidades na vizinhança
O diagrama seguinte representa as localidades num raio de 24 km ao redor de Thayer.